# 72e cérémonie des Primetime Creative Arts Emmy Awards
La 72e cérémonie des Primetime Creative Arts Emmy Awards, organisée par l'Academy of Television Arts and Sciences, a lieu les 14, 17 et 19 septembre 2020 à Los Angeles et récompense les meilleurs techniciens de la télévision (publique et câblée) américaine en primetime au cours de la saison 2019-2020 (du 1er juin 2019 au 31 mai 2020).
La cérémonie est annexe à la cérémonie principale des Primetime Emmy Awards, qui a lieu un jour plus tard, le 20 septembre 2020.

## Palmarès

### Programmes

#### Meilleur programme d'animation
- Rick et Morty, épisode L'Épisode de la cuve d'acide (Adult Swim)
  - Big Mouth, épisode Harcèlement : la comédie musicale ! (Netflix)
  - Bob's Burgers, épisode T'as un gros porc-blème, petite Tina (Fox)
  - BoJack Horseman, épisode La Vue au dernier clignement (Netflix)
  - Les Simpson, épisode Le Thanksgiving de l'horreur (Fox)

#### Meilleur programme court d'animation
- Fourchette se pose des questions (Disney+)
  - Robot Chicken, épisode Le père Noël meurt (Attention spoiler) Une affaire de meurtre Spécial Noël (Adult Swim)
  - Steven Universe Future, épisode La Revanche (Cartoon Network)

### Performances

#### Meilleur acteur invité dans une série dramatique
- Ron Cephas Jones dans le rôle de William Hill dans This Is Us, épisode Et si…
  - Jason Bateman dans le rôle de Terry Maitland dans The Outsider, épisode Un coupable désigné
  - James Cromwell dans le rôle d'Ewan Roy dans Succession, épisode Dundee
  - Giancarlo Esposito dans le rôle de Moff Gideon dans The Mandalorian, épisode Chapitre 8 : Rédemption
  - Andrew Scott dans le rôle de Chris Gillhaney dans Black Mirror, épisode Smithereens
  - Martin Short dans le rôle de Dick Lundy dans The Morning Show, épisode Joyeux Bordel

#### Meilleure actrice invitée dans une série dramatique
- Cherry Jones dans le rôle de Nan Pierce dans Succession, épisode Tern Haven
  - Alexis Bledel dans le rôle d'Emily dans The Handmaid's Tale : La Servante écarlate, épisode Dieu bénisse l'enfant
  - Laverne Cox dans le rôle de Sophia Burset dans Orange Is the New Black, épisode Bienvenue aux États-Unis
  - Phylicia Rashād dans le rôle de Carol Clarke dans This Is Us, épisode La Foce d'une décision
  - Cicely Tyson dans le rôle d'Ophelia Harkness dans Murder, épisode Reste
  - Harriet Walter dans le rôle de Lady Caroline Collingwood dans Succession, épisode Retour

#### Meilleur acteur invité dans une série comique
- Eddie Murphy pour la présentation du Saturday Night Live, épisode Host: Eddie Murphy
  - Adam Driver pour la présentation du Saturday Night Live, épisode Host: Adam Drive
  - Luke Kirby dans le rôle de Lenny Bruce dans Mme Maisel, femme fabuleuse, épisode C'est soit ça, soit chou farci
  - Dev Patel pour le rôle de Joshua dans Modern Love, épisode Quand Cupidon est une journaliste indiscrète
  - Brad Pitt pour le rôle du Dr Anthony Fauci dans Saturday Night Live, épisode SNL at Home #2
  - Fred Willard pour le rôle de Frank Dunphy dans Modern Family, épisode L'Amour d'un père en héritage

#### Meilleure actrice invitée dans une série comique
- Maya Rudolph pour le rôle de Kamala Harris dans Saturday Night Live, épisode Host: Eddie Murphy
  - Angela Bassett dans le rôle de Mo dans A Black Lady Sketch Show, épisode Angela Bassett est la meuf la plus badass
  - Bette Midler dans le rôle de Hadassah Gold dans The Politician, épisode Vienna
  - Maya Rudolph dans le rôle du juge dans The Good Place, épisode T'as changé, mec !
  - Wanda Sykes dans le rôle de Moms Mabley dans Mme Maisel, femme fabuleuse, épisode Mission Appolo
  - Phoebe Waller-Bridge dans la présentation du Saturday Night Live, épisode Host: Phoebe Waller-Bridge

#### Meilleur acteur dans une mini-série dramatique ou comique
- Laurence Fishburne dans le rôle du Lieutenant Steven Poincy dans FreeRayshawn
  - Mamoudou Athie dans le rôle de Jerome dans Oh Jerome, No
  - Corey Hawkins pour le rôle de Paul dans Survive
  - Stephan James pour le rôle de Rayshawn dans FreeRayshawn
  - Christoph Waltz pour le rôle de Miles Sellers dans Most Dangerous Game

#### Meilleure actrice dans une mini-série dramatique ou comique
- Jasmine Cephas Jones pour le rôle de Tyisha dans FreeRayshawn
  - Anna Kendrick pour le rôle de Cody dans Dummy
  - Kerri Kenney-Silver dans le rôle de la députée Trudy Wiegel dans Reno 911, n'appelez pas !
  - Kaitlin Olson pour le rôle de Cricket Melfi dans Flipped
  - Rain Valdez pour le rôle de Belle Jonas dans Razor Tongue

#### Meilleur doublage
- Maya Rudolph pour le rôle de Connie la monstre des hormones dans Big Mouth, épisode Comment avoir un orgasme
  - Hank Azaria pour les rôles de Professeur Frink, Moe Szyslak, Chef Wiggum, Carl Carlson, Cletus Spuckler, Kirk van Houten et Capitaine McCallister dans Les Simpson, épisode Frinkcoin
  - Nancy Cartwright dans les rôles de Bart Simpson, Nelson Muntz, Ralph Wiggum et Todd Flanders dans Les Simpson, épisode Mieux sans Ned
  - Leslie Odom Jr. pour le rôle d'Owen Tillerman dans Central Park, épisode Premier épisode
  - Wanda Sykes pour le rôle de Gladys dans Crank Yankers, épisode Bobby Brown, Wanda Sykes & Kathy Griffin
  - Taika Waititi pour le rôle d'IG-11 dans The Mandalorian, épisode Chapitre 8 : Rédemption

#### Meilleure narration
- David Attenborough pour Seven Worlds, One Planet, épisode Antartica
  - Kareem Abdul-Jabbar pour Black Patriots: Heroes of the Revolution
  - Angela Bassett pour The Imagineering Story, épisode The Happiest Place on Earth
  - Chiwetel Ejiofor pour The Elephant Queen
  - Lupita Nyong'o pour Serengeti, épisode Destiny

### Casting

#### Meilleur casting dans une série dramatique
- Succession (HBO)
  - Big Little Lies (HBO)
  - The Crown (Netflix)
  - The Handmaid's Tale : La Servante écarlate (Hulu)
  - Killing Eve (BBC America)
  - Ozark (Netflix)

#### Meilleur casting dans une série comique
- Bienvenue à Schitt's Creek (Pop TV)
  - Larry et son nombril (HBO)
  - Dead to Me (Netflix)
  - Insecure (HBO)
  - Mme Maisel, femme fabuleuse (Prime Video)
  - What We Do in the Shadows (FX)

#### Meilleur casting dans une mini-série, un téléfilm ou un spécial
- Watchmen (HBO)
  - Mrs. America (FX)
  - Normal People (Hulu)
  - Unbelievable (Netflix)
  - Unorthodox (Netflix)

#### Meilleur casting dans un programme de Télé-réalité
- RuPaul's Drag Race (VH1)
  - Queer Eye (Netflix)
  - Born This Way (A&E)
  - Love Is Blind (Netflix)
  - The Voice (NBC)